# Alfred-Grünwald-Park

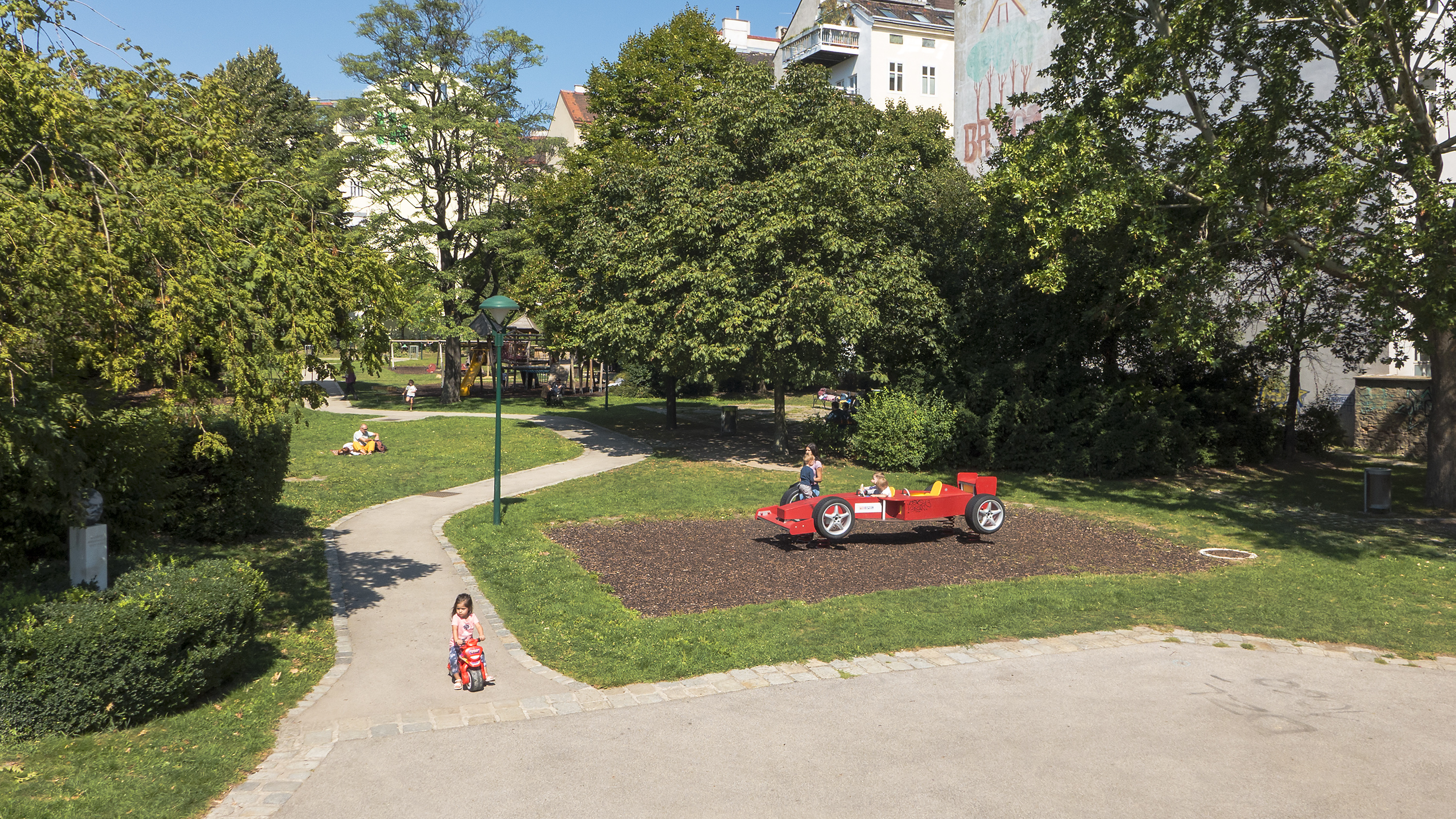
Alfred Grünwald Park

Der Alfred-Grünwald-Park ist mit rund 9.000 m² der zweitgrößte Park im 6. Wiener Gemeindebezirk Mariahilf.

## Geschichte
Der Park entstand auf die ins Jahr 1979 zurückgehende – durch Richard Weihs initiierte – Bürgerinitiative Denzelgründe, welche sich für die Errichtung eines öffentlichen Parks auf dem leerstehenden Grundstück Linke Wienzeile 24–32 einsetzte. Die Stadt Wien kaufte 1981 das Areal und übergab es 1982 der Öffentlichkeit. Bis zur offiziellen Benennung nach Alfred Grünwald im Jahr 1986 erfolgte die Parkbetreuung durch die Anrainer, seither ist das Wiener Stadtgartenamt zuständig. Im Sommer 2008 wurde in dem Park ein 100 m² großer Wasserspielplatz errichtet.
Wegen seiner Lage auf einem ehemals dem Wiener Automobilhersteller Denzel gehörenden Gelände wird der Park im Volksmund auch „Denzelpark“ genannt.